# Frappe aérienne du 25 février 2021 en Syrie
 (mars 2021).
Si vous disposez d'ouvrages ou d'articles de référence ou si vous connaissez des sites web de qualité traitant du thème abordé ici, merci de compléter l'article en donnant les références utiles à sa vérifiabilité et en les liant à la section « Notes et références ».
Guerre civile syrienne
Batailles
La frappe aérienne du 25 février 2021 en Syrie est survenue le 25 février 2021 lorsque les forces armées des États-Unis ont effectué une frappe aérienne sur un site censé être occupé par des milices iraniennes dans l'est de la Syrie. L'opération est une représailles à de multiples attaques de roquettes contre les forces américaines en Irak dans la quinzaine de jours précédent l'attaque et est la première action militaire connue réalisée par le président américain Joe Biden.

## Contexte
Les États-Unis sont intervenus en Irak en 2014 dans le cadre de l'opération Inherent Resolve, une coalition dirigée par les États-Unis chargée de lutter contre l'État islamique en Irak et au Levant. Les attaques à la roquette contre les forces américaines dans le pays ont augmenté pendant la crise américano-iranienne de 2019-2020.
Le 15 février 2021, dix jours avant la frappe aérienne, une attaque à la roquette dans la ville irakienne d'Erbil a tué un entrepreneur civil de la coalition Operation Inherent Resolve des Philippines et en a blessé six autres, dont un soldat américain.
Le 20 février 2021, une autre attaque à la roquette a visé la base aérienne de Balad (en) dans la province irakienne de Salah ad-Din, blessant un entrepreneur civil sud-africain travaillant pour la coalition dirigée par les États-Unis.

## Frappe aérienne
La frappe aérienne, menée le 25 février 2021, visait un petit groupe de bâtiments à Boukamal, en Syrie, près de la frontière syro-irakienne qui serait occupée par des membres des milices du Kataeb Hezbollah et du Kata'ib Sayyid al-Shuhada (en). Un total de sept missiles ont été lancés à partir de deux avions F-15E de l'US Air Force, détruisant neuf installations et rendant deux autres inhabitables. L'attaque a fait au moins 17 morts.